# Tessa Violet
Tessa Violet Williams (ismert még Tessa Violet és Meekakitty néven is) (Chicago, Illinois, 1990. március 20. –)  amerikai videó-blogger és énekes/dalszerző. Leginkább a YouTube csatornáján keresztül vált ismertté. Oregonban nőtt fel, itt végezte a középiskolai tanulmányait is az Ashland High School-ban, ahol az iskola színházában színészkedett is.

## Pályafutása
Egy iskolai projekt keretén belül kezdett el vlogolni 2007-ben, majd naponta posztolt videókat a divatmodellként tett utazásairól Hongkongban és Thaiföldön. Annak ellenére, hogy videó blog csatornaként indult, később, Violet inkább ismert együttesek videó klip paródiájának készítésével és posztolásával kezdett el foglalkozni. Majd 2009-ben felhagyott a modellkedéssel, és el is távolította az ilyen jellegű videóit a csatornáról is.
Éveken át használta a „Mind Geek” kifejezést utalva a jellegzetesen „kockafej” érdeklődési körére, a Digimon, a Csillagok háborúja, a Star Trek, a Ki vagy, doki?, a Harry Potter és a The Legend of Zelda iránti rajongása miatt. Később elhagyta a használatát, mikor előtérbe helyezte a zenei karrierjét, a YouTube csatornája rovására.
A YouTube csatornája folyamatosan változik. A kezdeti utazásos videókat hagyományosabb témák követték miután Szöulba költözött 2008 őszén. Ezek témája különféle történetek, zenei videó klipek és kabaréjelenetek voltak. 2009-ben New Yorkba költözött. A csatornája ekkor vált igazán népszerűvé. Ekkor készítette el közösen a Maker Studios-al a „Wizard Love” és a „Star Trek Girl” videóit. 2009-ben elnyerte a YouTube egy 100 000 dolláros díját, melyet a legtöbbet kommentált videónak ítéltek oda. A saját vlogja mellett számtalan vendégszereplése volt, illetve közös munkában vett részt más youtuberek csatornáin is.
2018-ra a csatornáját anekdotikus történetekről, élettapasztalatokról szóló videók és zenés videók jellemzik.

## Nanakitty
Tessa Violet és a kanadai youtuber társa, Shawna Howson – aki Nanalew néven lett híres – által alkotott duó kapta a Nanakitty nevet. Többször dolgoztak együtt, és számtalan videót készítettek, mely mindkettőjük csatornájára fel került. Howsont 2018-ban felkérték a „Crush” című dal videó klipjének vágására, valamint ő fogja csinálni a „Bad Ideas” album további videó klipjeinek vágását is.

## Film
2016-ban tűnt fel „Tricia” szerepét alakítva a The Matchbreaker című filmben. Külön érdekesség, hogy Violet szerezte a „Cash Cash Money” című filmzenét is.

## Diszkográfia
Tessa Violet énekesként és dalszerzőként is komoly karriert épít.

### Albumok
- Maybe Trapped Mostly Troubled (2014)

1. "Just Right"
2. "Broken Record"
3. "Small"
4. "Make Me a Robot"
5. "Like You Used To"
6. "Tennessee"
7. "Sorry I'm Not Sorry"
8. "Spend Some Time"
9. "This I Pray for You"
10. "The Things I Do"
11. "Now That We're Done"

- Bad Ideas (2018)

1. "Crush"
2. "Words Ain't Enough"
3. "Candy"
4. "I Like the Idea (Of You)"

### Kislemezek
- Days Of (2012)

1. "Dirty Hipster No-Nose"
2. "The lizards are scratching at the car; they want to get in."
3. "My Eggs Aren't Done (Please Cook Them Again)"
4. "Crickets in the Night"
5. "Space Crustaceans! (CRUSTACEANS FROM SPACE!)"

- You, Me and Christmas (2014)

1. "White Christmas"
2. "You and Christmas"
3. "What Are You Doing New Year's Eve?"
4. "The Christmas Blues"
5. "Holly Jolly Christmas"

- Halloway (2016)

1. "Dream"
2. "Not Over You"
3. "Haze"
4. "On My Own"
5. "I Don't Get to Say I Love You Anymore"

### További dalok Tessa Violettől
- "Navi's Song (Hey, Listen!)" (2011)
- "The Bacon Song" feat. Jason Munday & Alex Carpenter (2011)
- "Wizard Love" feat. Heyhihello (2011)
- "Dream" (2016)
- "Bird Song"(2016)
- "Runaway" (2016)
- "Brushing Teeth & Tangerines" (2016)
- "My Love, I Love You So" (2016)
- "I Wan'na Be Like You(The Monkey Song)" (2017)
- "Interlude III" (2018)
- "Crush" (2018)

### Vendégszereplések
- "Beat the Heat" (Rhett és Link közös produkciója Meekakittyvel) (2013)
- "It's Chill" (Lancifer és Meekakitty közös produkciója) (2012)
- "The Break Up Song" (Rhett és Link közös produkciója Meekakittyvel) (2011)
- "Where Did U Go" (Pop Culture és Tessa Violet közös produkciója) (2017)